# Stock (음반)
《Stock》(스톡)은 일본의 여가수 나카모리 아키나(中森明菜)의 12번째 정규 음반으로 1988년 3월 3일에 발매하였다. (LP: L-12652, CT: LKF-8152, CD: 32XL-193) 이 음반은 지난 3년간 싱글의 후보곡들을 엄선하여 다시 편곡한 곡들이 수록되었다. 1988년 3월 14일, 오리콘 주간 앨범 차트에 처음으로 진입, 2위를 달성하였다. 이어 16주간 차트 톱100에 머물렀으며 1988년 연간 앨범 차트 14위를 기록하였다. 오리콘 위클리는 이 음반을 일러 격렬함, 파워, 그리고 스피디함까지 모두 갖춘 음반이라고 호평하였다.

## 수록곡
| #            | 제목                                                           | 작사          | 작곡            | 편곡                            | 재생 시간 |
| ------------ | -------------------------------------------------------------- | ------------- | --------------- | ------------------------------- | --------- |
| 1.           | 〈〈FAREWELL〉〉                                               | 교 에이코     | 사토 켄         | 나카무라 사토시, 기타지마 켄지  | 4:25      |
| 2.           | 〈〈꿈의 테두리〉(夢のふち 유메노후치[*])〉                    | 아스카 료     | 고토 츠구토시   | 고토 츠구토시, 나카무라 사토시  | 4:56      |
| 3.           | 〈〈CRYSTAL HEAVEN〉〉                                         | YUKO          | 츠시미 다카시   | 마츠바라 마사키                 | 4:46      |
| 4.           | 〈〈아직 충분하지 않아〉(まだ充分じゃない 마다주부자나이[*])〉 | 사토 앨리스   | 하야시 테츠지   | 마츠바라 마사키, 기타지마 켄지  | 4:19      |
| 5.           | 〈〈FIRE STARTER〉〉                                           | SANDII        | 구보다 마코토   | 무라마츠 쿠니오, 기타지마 켄지  | 4:10      |
| 6.           | 〈〈NIGHTMARE 악몽〉(NIGHTMARE 悪夢 나이트메어 아쿠무[*])〉    | 오오츠 아키라 | 기타지마 켄지   | FENCE OF DEFENSE, 기타지마 켄지 | 4:23      |
| 7.           | 〈〈I WANNA CHANCE〉〉                                         | 교 에이코     | 스즈키 키사부로 | 이노우에 아키라, 기타지마 켄지  | 4:33      |
| 8.           | 〈〈POSITION LIPS〉〉                                          | 유카와 레이코 | 츠시미 다카시   | 신카와 히로시, 기타지마 켄지    | 4:01      |
| 9.           | 〈〈처녀전설〉(処女伝説 쇼조덴세츠[*])〉                       | FUMIKO        | 하라다 신지     | 고바야시 신고, 기타지마 켄지    | 4:22      |
| 10.          | 〈〈FOGGY RELATION〉〉                                         | 나가이 미유키 | 나가이 미유키   | 사토 준, 기타지마 켄지          | 4:33      |
| 총 재생 시간 | 총 재생 시간                                                   | 총 재생 시간  | 총 재생 시간    | 총 재생 시간                    | 44:28     |